# Pallacanestro Treviso 1988-1989
Benetton Pallacanestro Treviso 1988/89
| Num. | Naz.                   | Nome             |
| ---- | ---------------------- | ---------------- |
| 4    | Stati Uniti (bandiera) | Kyle Macy        |
| 5    | Italia (bandiera)      | Paolo Pressacco  |
| 6    | Italia (bandiera)      | Massimo Iacopini |
| 7    | Italia (bandiera)      | Giordano Masuric |
| 8    | Italia (bandiera)      | Paolo Vazzoler   |
| 10   | Stati Uniti (bandiera) | Dan Gay          |
| 11   | Italia (bandiera)      | Davide Croce     |
| 12   | Italia (bandiera)      | Alberto Vianini  |
| 13   | Italia (bandiera)      | Fabio Morrone    |
| 14   | Italia (bandiera)      | Marco Mian       |
| 15   | Italia (bandiera)      | Pietro Generali  |
| 16   | Italia (bandiera)      | Ezio Battistella |
| 20   | Italia (bandiera)      | Massimo Minto    |

Allenatore: Riccardo Sales